# Emma Mitchell
Emma Mitchell (Kirkcaldy, 1992. szeptember 19. –) skót női válogatott labdarúgó. Az angol Tottenham Hotspur több poszton is bevethető kölcsönjátékosa.

## Pályafutása

### Klubcsapatokban
Mitchell Kirkcaldyben született és Buckhavenben nőtt fel. A helyi iskola fiúcsapatában játszott egyedüli lányként, majd a St Johnstone Girlsnél kezdte építeni karrierjét Lisa Evans társaságában. A Glasgow City együttese 2008 augusztusában lehetőséget biztosított számára és 2009-től kezdve négy bajnoki címet, három kupagyőzelmet és két ligakupát nyert a Cityvel.
A 2012-es szezon végeztével Mitchell próbajátékra utazott a Fortuna Hjørring csapatához Dániába, majd néhány svéd és német együttesnél is megfordult és 2013 januárjában leszerződött a SGS Essen keretéhez. 11 mérkőzést játszott a ruhr-vidéki csapatnál, amikor az Arsenal 2013. július 22-én visszacsábította a szigetországba.
Az Ágyúsokkal egy angol bajnoki trófeát, két FA-kupát és három ligakupát hódított el.
2020. január 3-án kölcsönszerződést kötött a Tottenham Hotspur együttesével.

### A válogatottban
A korosztályos válogatottakban 2007 és 2011 között szerepelt. 2011 májusában Franciaország ellen mutatkozott be a felnőttek között, majd Izland ellen megszerezte első találatát is a nemzeti színekben.
2017-ben combizom szakadást szenvedett és hosszú kényszerpihenője nem tette lehetővé, sem a 2017-es Eb-n, sem a 2019-es világbajnokságon való részvételét.

## Sikerei

### Klubcsapatokban
Skót bajnok (4):
- Glasgow City (4): 2009, 2010, 2011, 2012

 Skót kupagyőztes (3):
- Glasgow City (3): 2009, 2011, 2012

 Skót ligakupa győztes (2):
- Glasgow City (2): 2009, 2012

 Angol bajnok (1):
- Arsenal (1): 2019

 Angol kupagyőztes (2):
- Arsenal (2): 2014, 2016

 Angol ligakupa győztes (3):
- Arsenal (3): 2013, 2015, 2018

### A válogatottban
Skócia
- Pinatar-kupa győztes: 2020